# Alchemilla gymnocarpa
Alchemilla gymnocarpa é uma espécie de rosácea do gênero Alchemilla, pertencente à família Rosaceae.